# Hechtsteel

De vroege vorming van de allantois en differentiatie van de hechtsteel. 1 vruchtzak of amnionholte, 2 hechtsteel, 3 allantoïs, 4 dooierzak, 5 chorion

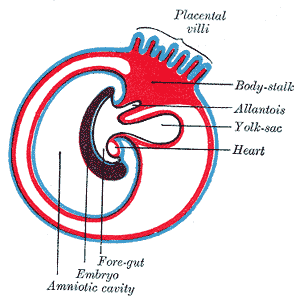
Hechtsteel met chorionvilli

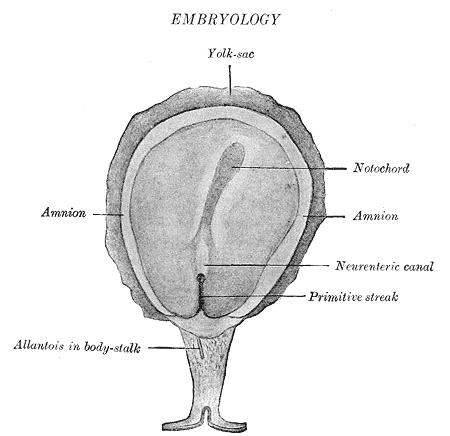
Hechtsteel met allantois

De hechtsteel is een embryonale structuur die wordt gevormd op de twaalfde dag na de bevruchting en die het embryo verbindt met het omhulsel van cytotrofoblasten. De cytotrofoblasten zorgen voor de verbinding met de baarmoederwand. De hechtsteel wordt gevormd door het extra-embryonale mesoderm. Aanvankelijk ligt het caudaal (onderkant) ten opzichte van de kiemschijf, maar bij daaropvolgende embryonale vouwing (invaginatie) neemt de hechtsteel een meer ventrale (buikzijde) positie in. Door de progressieve uitzetting van het amnion rond de wortels van de dooiergang en de hechtsteel, ontstaat een buis met navelstrengvaten en mesoderm van de hechtsteel als grondsubstantie. Deze extra-embryonale mesodermale grondsubstantie vormt de toekomstige, extracellulaire gelei van Wharton, dat de navelstrengvaten zal omgeven. 
De hechtsteel wordt naarmate de bloedvaten zich ontwikkelen samen met de dooierzak en de allantois de navelstreng.
Afwijkingen van de hechtsteel komen voor bij ongeveer 1 op de 15.000 geboorten. Ze zijn te wijten aan defecten in de vorming van de cefale, caudale en laterale embryonale lichaamsplooien, die resulteren in een verminderde of afwezige navelstreng.

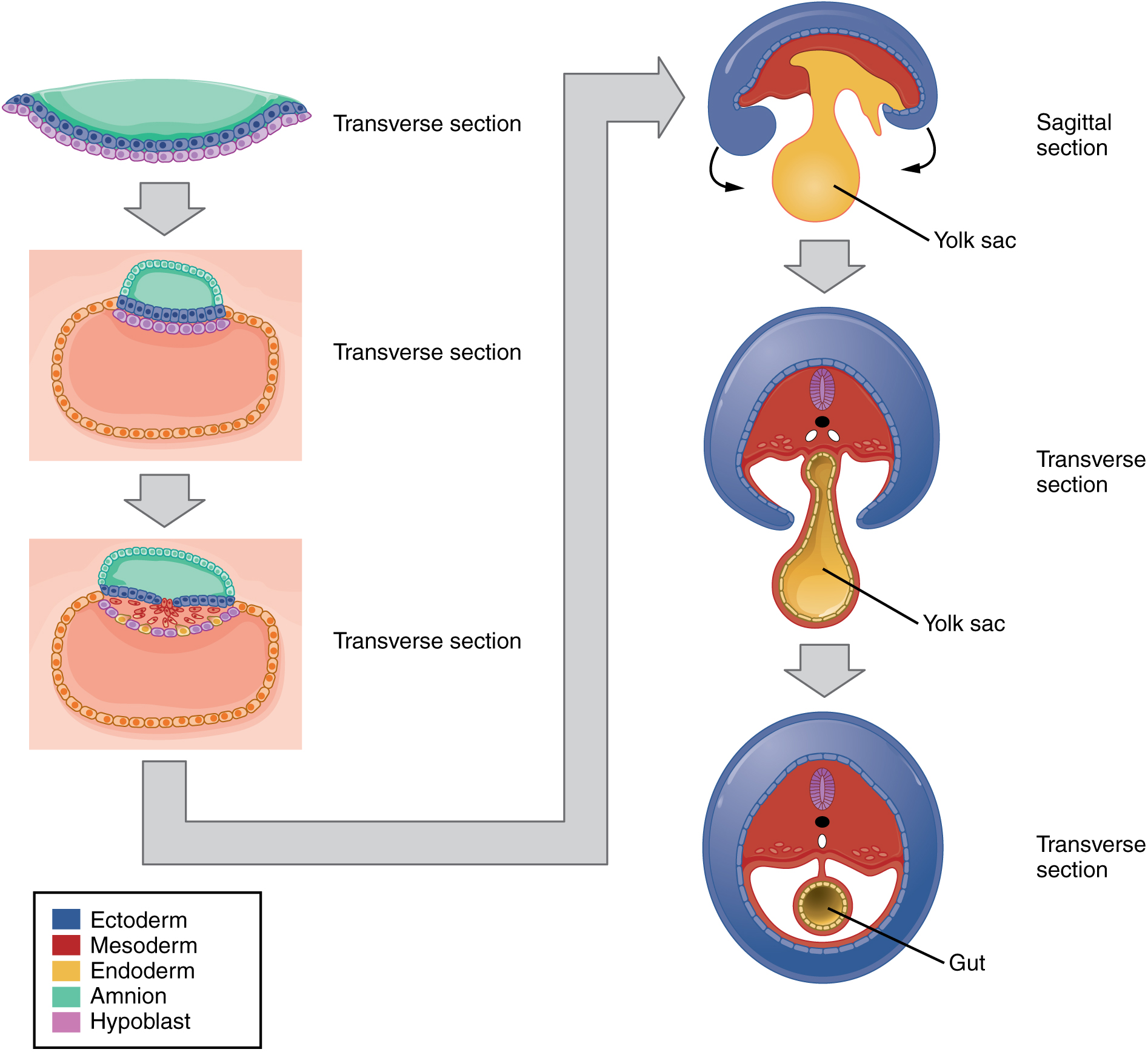
Invaginatie. Yolk sac=dooierzak, Gut=oerdarm.
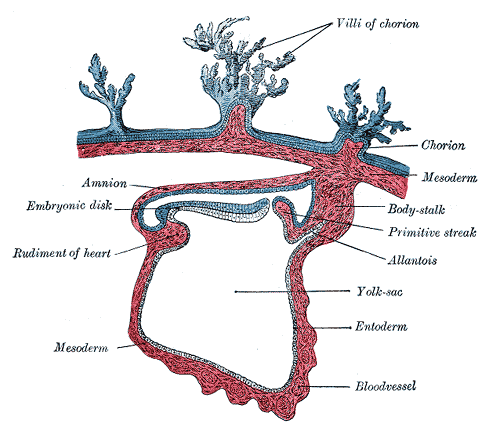
Doorsnede van het embryo. Embryonic disk=kiemschijf, body stalk=hechtsteel
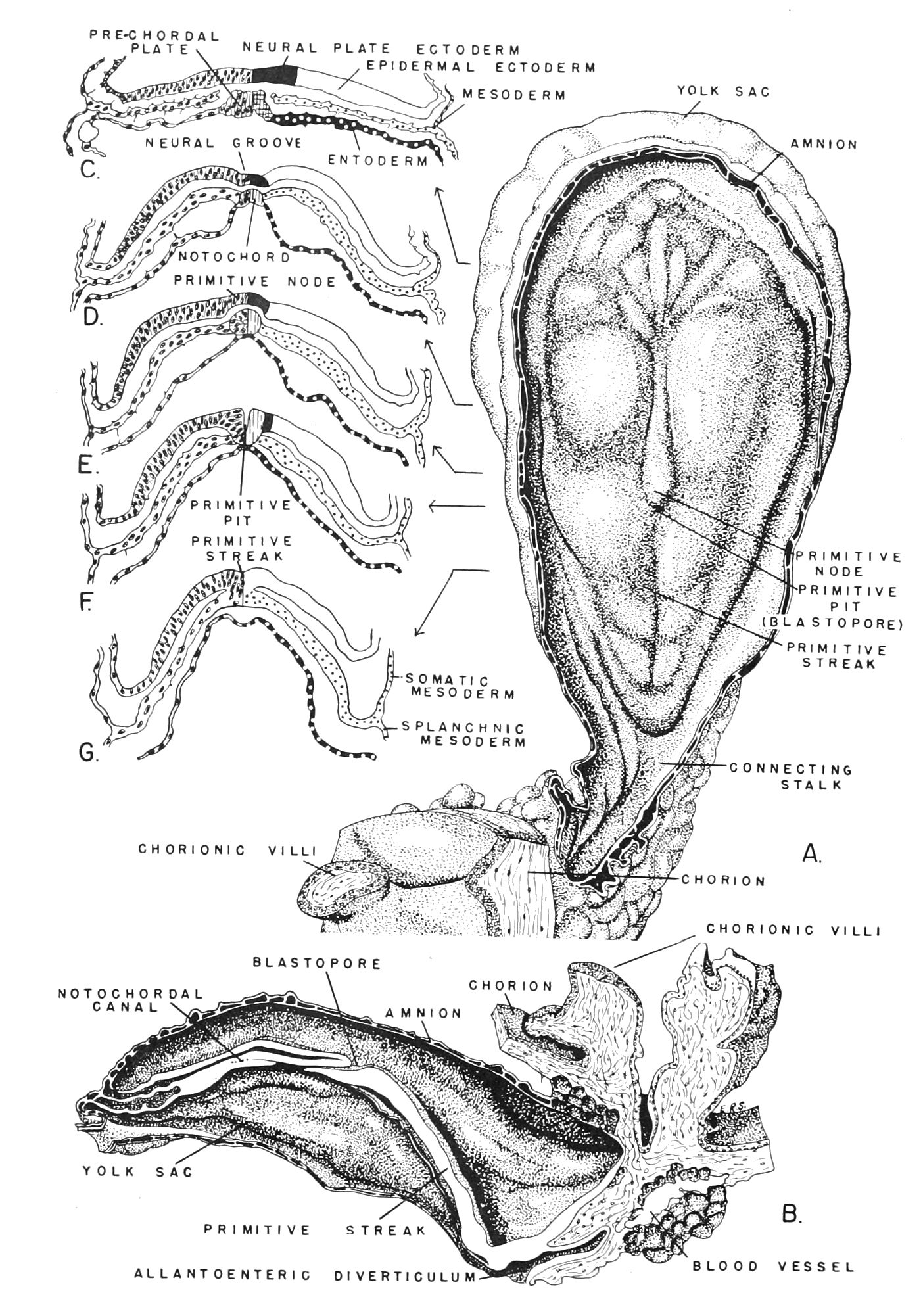
Laat gastrulastadium met drie kiembladen van een menselijk embryo. (A) Dorsaal aanzicht van de kiemschijf, amnion verwijderd. (B) Sagittale doorsnede door het middengebied van (A). (C-G) Dwarsdoorsneden zoals aangegeven
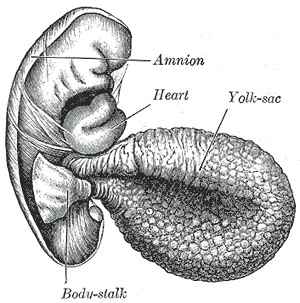
Menslijk embryo 2,6 mm lang. Body-stalk=hechtsteel, Yolk-sac=dooierzak
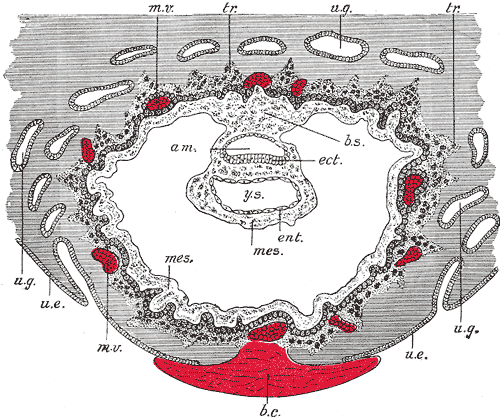
Doorsnede door ingenesteld embryo in de decidua, am. vruchtblaas (amnionholte), b.c. bloedprop, b.s. hechtsteel, ect. embryonaal ectoderm, ent. entoderm, me. mesoderm, m.v. bloedvaten van de moeder, tr. trofoblast, u.e. baarmoederepitheel, u.g. baarmoederklieren, y.s. dooierzak
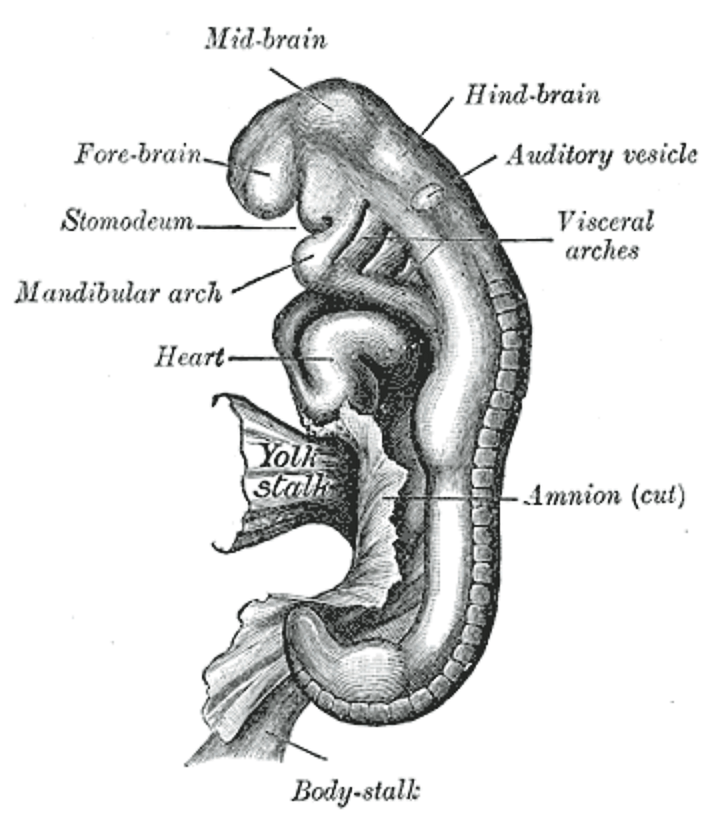
Embryo tussen de 18 en 21 dagen oud.